# Turner-tölgy
A Turner-tölgy (Quercus × turneri) a tölgy (Quercus) nemzetségbe tartozó nemesített faj, a magyaltölgy (Quercus ilex) és a kocsányos tölgy (Quercus robur) hibridje. Eredetileg Mr. Turner essexi faiskolájából származik a 18. század vége felől, innen kapta nevét.

## Leírás

### Levelek
Örökzöld, csak nagyon hideg teleken hullajtja le a leveleit. A levelek keskenyek, visszástojásdadok, 12 cm hosszúak, 5 cm szélesek, mindkét oldalukon 3-5 háromszög alakú foggal. Felszínük fénylő, sötétzöld, fonákjuk világosabb. Válluk elkeskenyedő.

### Kéreg
Sötétszürke, lemezesen töredezett.
durva

### Virágok
Tavasz végén nyílnak. A porzós barkák sárgászöldek, lecsüngők.

### Termés
2 cm-es, félig kupacsba zárt makk. A hosszú kocsányon általában több makk is ül.

## Képek

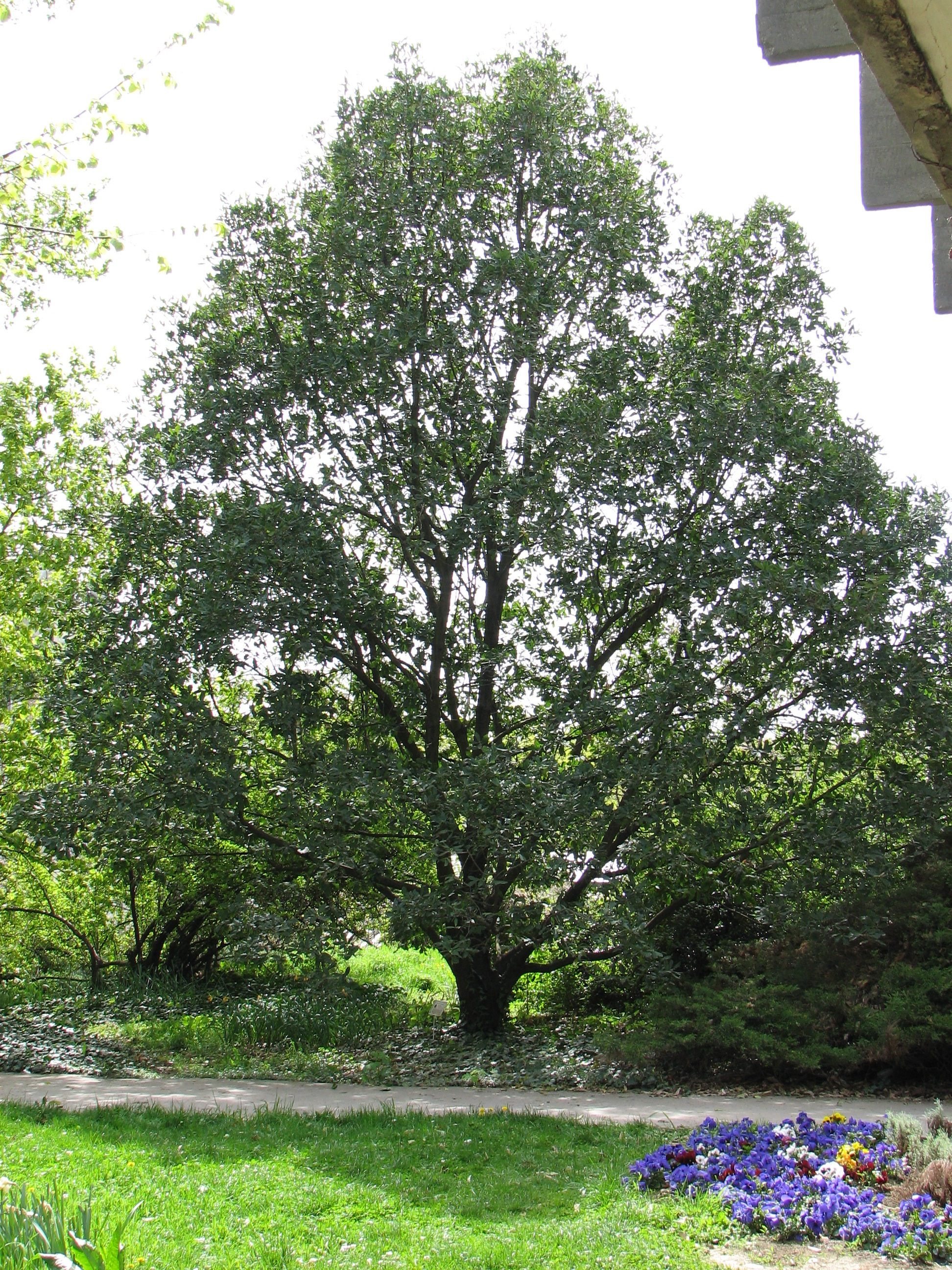
Turner tölgy a Budai Arborétumban

## Előfordulás
Arborétumok, díszkertek. 
- Corvinus Egyetem Budai Arborétum
- Szarvasi Arborétum
- Szarvasi Városi Könyvtár
- Népliget, Budapest
- Károly Róbert Főiskola, Erdőtelki Arborétum
- Royal Botanic Gardens, Kew